# 雙江小學
雙江小學位於重慶市合川區雲門鎮雙江村，是劉文學的母校，始創於民國23年，為渠嘉鄉第四保國民學校。建政後，更名渠嘉鄉雙江村初級小學。1964年發展成為完全小學，名合川縣雙江小學。1975年與渠嘉鄉農業中學合併，改名雙江學校，1979年恢復今名。2009年12月15日列為第二批重慶市文物保護單位。